# Kang Yun-mi (Turnerin)
Kang Yun-mi (* 11. Februar 1988) ist eine nordkoreanische Kunstturnerin. Bei einer Körpergröße von 1,44 m beträgt ihr Wettkampfgewicht 36 kg.

## Karriere
Kangs präferierte Disziplin ist der Sprung. Bei den Turn-Weltmeisterschaften 2003 gewann sie im Sprung Silber. Sie startete bei den Olympischen Spielen 2004 in Athen und belegte im Sprung den fünften Rang.